# Нерхау
Нерхау (њем. Nerchau) град је у њемачкој савезној држави Саксонија. Једно је од 41 општинског средишта округа Лајпциг. Према процјени из 2010. у граду је живјело 3.980 становника. Посједује регионалну шифру (AGS) 14729310.

## Географски и демографски подаци
Нерхау се налази у савезној држави Саксонија у округу Лајпциг. Град се налази на надморској висини од 140 метара. Површина општине износи 39,9 km². У самом граду је, према процјени из 2010. године, живјело 3.980 становника. Просјечна густина становништва износи 100 становника/km².

## Рођени у Нерхауу
- Алис и Елен Кеслер (1936), Немачке близнакиње певачице, плесачице и глумице